# تحصیل‌های بلوچستان
در پاکستان، یک تحصیل (انگلیسی: List of tehsils of Balochistan) یک زیرمجموعه از ناحیه است. در این نوشتار نام همه‌ی تحصیل‌های ایالت بلوچستان آمده است.

## تحصیل‌ها

### شهرستان آواران
1. تحصیل آواران
2. تحصیل جهلجائو

### ناحیه کلات
1. سوراب، پاکستان
2. تحصیل نال

### ناحیه لسبیله
1. تحصیل بیله
2. تحصیل دریجی
  1. تحصیل حب
3. تحصیل اوتهل

### ناحیه واشک
1. تحصیل بسیمه

### ناحیه گوادر
1. تحصیل پسنی

### ناحیه کیچ
1. تحصیل تربت

### ناحیه سبی
1. تحصیل سبی

### ناحیه زیارت
1. تحصیل زیارت

### ناحیه بارکهان
1. تحصیل بارکهان